# 漢城府
漢城府（かんじょうふ、ハンソンブ）は、李氏朝鮮の首都であり、統治していた機関の名前。以前の漢陽府、後の京城府、現在の韓国・ソウル特別市。

## 概要
1394年11月26日（旧暦10月）、李氏朝鮮の太祖李成桂により開京（開城）から漢陽へと遷都され、1395年（太祖4年）6月6日に漢陽府を改め漢城府とした。遷都時に宮殿や官庁が建てられた地域の住人は見州に移し、楊州郡とした。15世紀初めの人口は10万人程度。
太祖は漢陽の防衛のために北岳山と駱山・南山、仁旺山を結ぶ約17kmの城壁を建てた。1395年には漢城の範囲を「宮城」の「城底」とし、それが李朝時代の500年間使用された。宮城内はすべてが国有地であり、宮殿、官庁、道路、下水道、市場などの場所が決められていた。また、城外の範囲として城底の城壁から四方10里を指すが、北は北漢山、南は漢江、露渡、東は楊州松溪院・大峴・中浪浦、西は楊花渡・高陽徳水院、沙川に沿って蘭芝島付近とされた。
2005年頃まで中国語圏におけるソウルの漢字表記として「漢城」が用いられていた。

## 行政区画

### 五部
都城には、東西南北中部の五部と、その下に坊・契・洞が置かれた。『大東地誌』による各部の坊名は以下の通り。
- 東部 12坊:燕喜坊・崇教坊・泉達坊・彰善坊・建徳坊・徳成坊・瑞雲坊・蓮花坊・崇信坊・仁昌坊・観徳坊・興盛坊
- 南部 14坊:広通坊・会賢坊・明礼坊・太平坊・薫陶坊・誠明坊・楽善坊・貞心坊・明哲坊・誠身坊・礼成坊・屯之坊・豆毛坊・漢江坊
- 西部 10坊:仁達坊・積善坊・余慶坊・皇華坊・養生坊・盤石坊・神化坊・盤松坊・龍山坊・西江坊
- 北部 10坊:広化坊・陽徳坊・嘉会坊・安国坊・観光坊・鎭長坊・順化坊・明通坊・俊秀坊・義通坊
- 中部 8坊:貞善坊・慶幸坊・寬仁坊・寿進坊・澄清坊・長通坊・瑞麟坊・堅平坊

### 二十三府制による行政区画
- 漢城郡 - 府庁所在地
- 楊州郡
- 広州郡
- 積城郡
- 抱川郡
- 永平郡
- 加平郡
- 漣川郡
- 高陽郡
- 坡州郡
- 交河郡

## ギャラリー

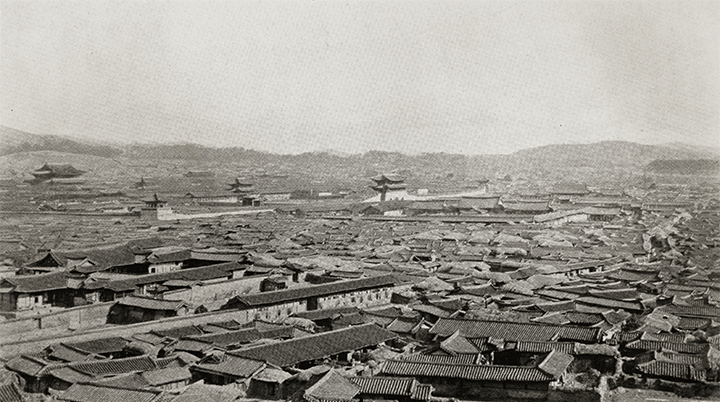
1894年の漢城
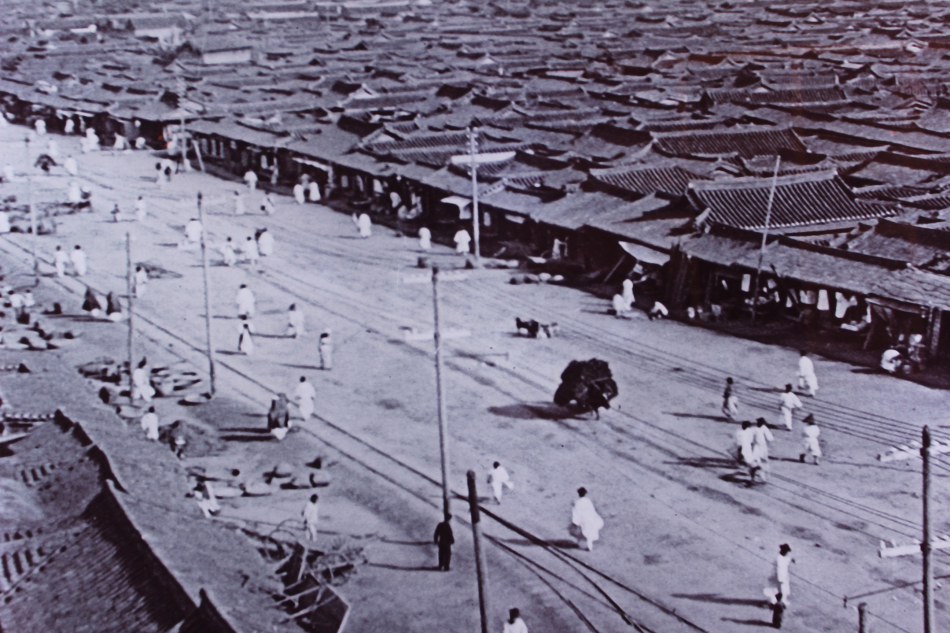
1903年の漢城
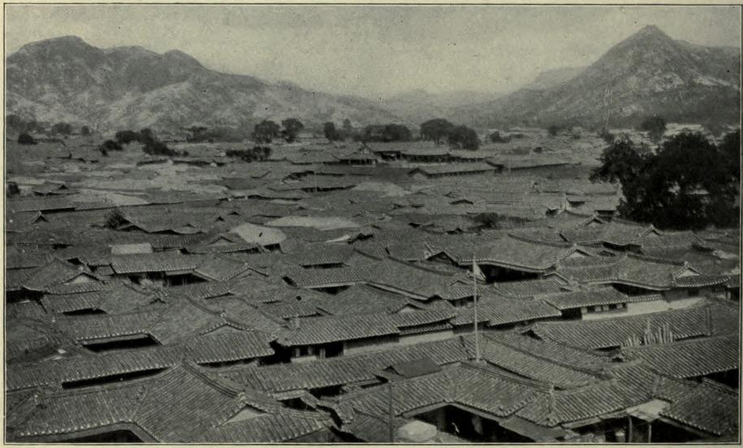
1901年の北村仁寺洞
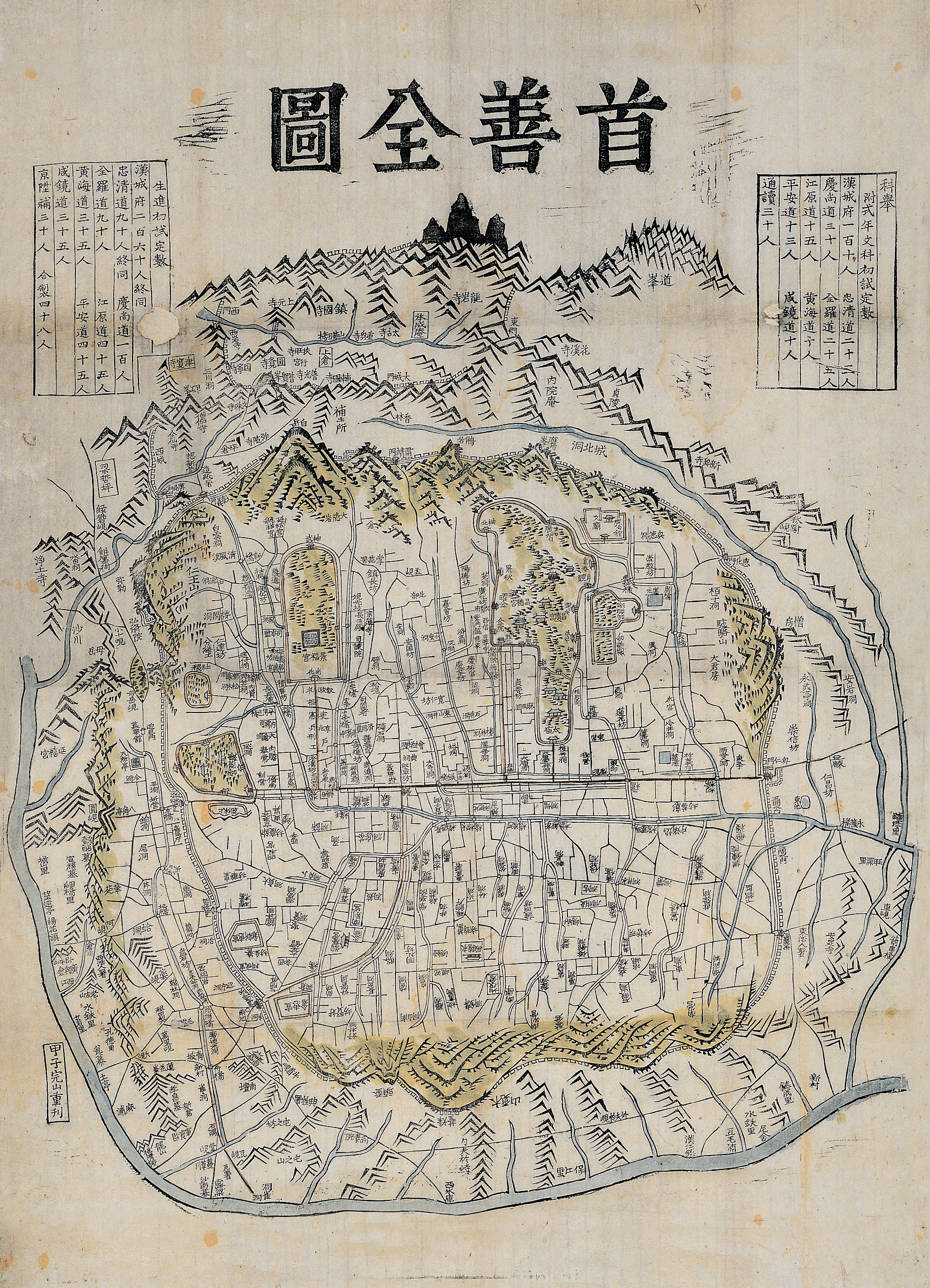
首善全図(1840年)
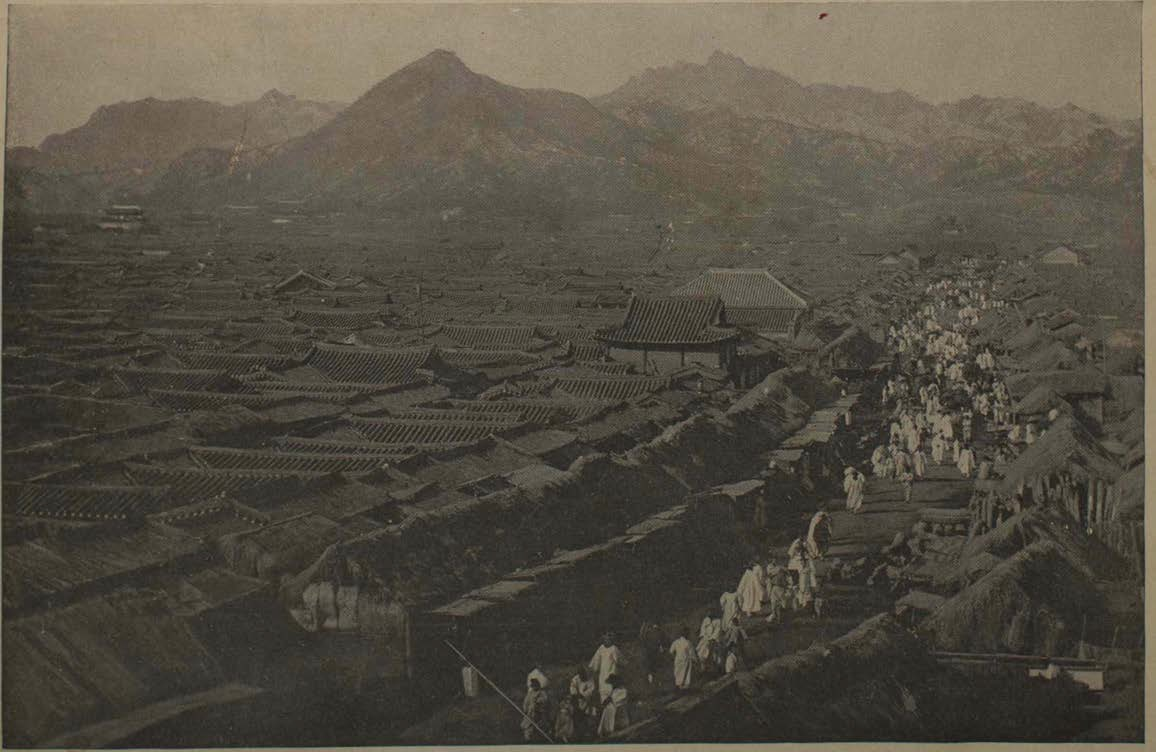
1894年
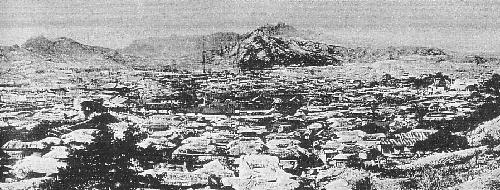
1905年